# 近江八幡ユースホステル
近江八幡ユースホステル（おうみはちまんユースホステル）は日本ユースホステル協会に加盟している滋賀県のユースホステル。国の登録有形文化財となっている。

## 周辺・用途
周辺にはラ コリーナ近江八幡、日牟禮八幡宮、八幡堀、安土城址、ウィリアム・メレル・ヴォーリズ設計の建築物があり、それらの観光拠点となっている。また琵琶湖も近く、サイクリング拠点でもある。

## 建築
1909年 (明治42年) 築、建築面積329m2。かつては蒲生郡勧業館として使用された。総二階木造和風の公共建築。真壁造で，腰を竪羽目とし，連続窓により立面をつくる。瓦葺き・入母屋造の大屋根を架け、正面中央に唐破風の玄関を付ける。虹梁・笈形付大瓶束の玄関妻飾や内部の大階段の特徴を持つ。1998年 (平成10年) 12月11日、国から有形文化財に登録された。

## 休館
- 臨時休館あり

## アクセス
- JR東海道本線近江八幡駅からバスで長命寺行または国民休暇村行20分、YH前下車